# Ensino Lealista

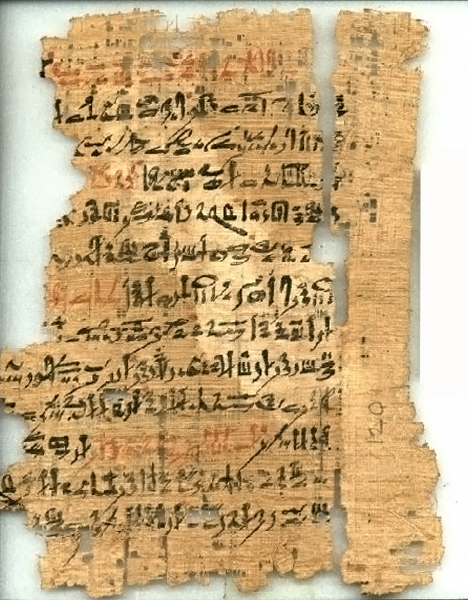
Cópia de 1550-1069 a.C. da escritura em texto hierático

Ensino Lealista, ou As Instruções Lealistas, é um texto egípcio antigo do gênero sebayt ("ensino"). Sobrevive em parte em uma inscrição em estela da XII dinastia egípcia. Todo o texto pode ser encontrado em rolos de papiro do período do Novo Reino. Sua autoria é incerta, embora tenha sido sugerido (sem nenhuma evidência direta) que foi escrito pelo vizir Kairsu da XII dinastia. O texto enfatiza as virtudes da lealdade ao faraó dominante e as responsabilidades que se devem manter em prol da sociedade.

## Conteúdo

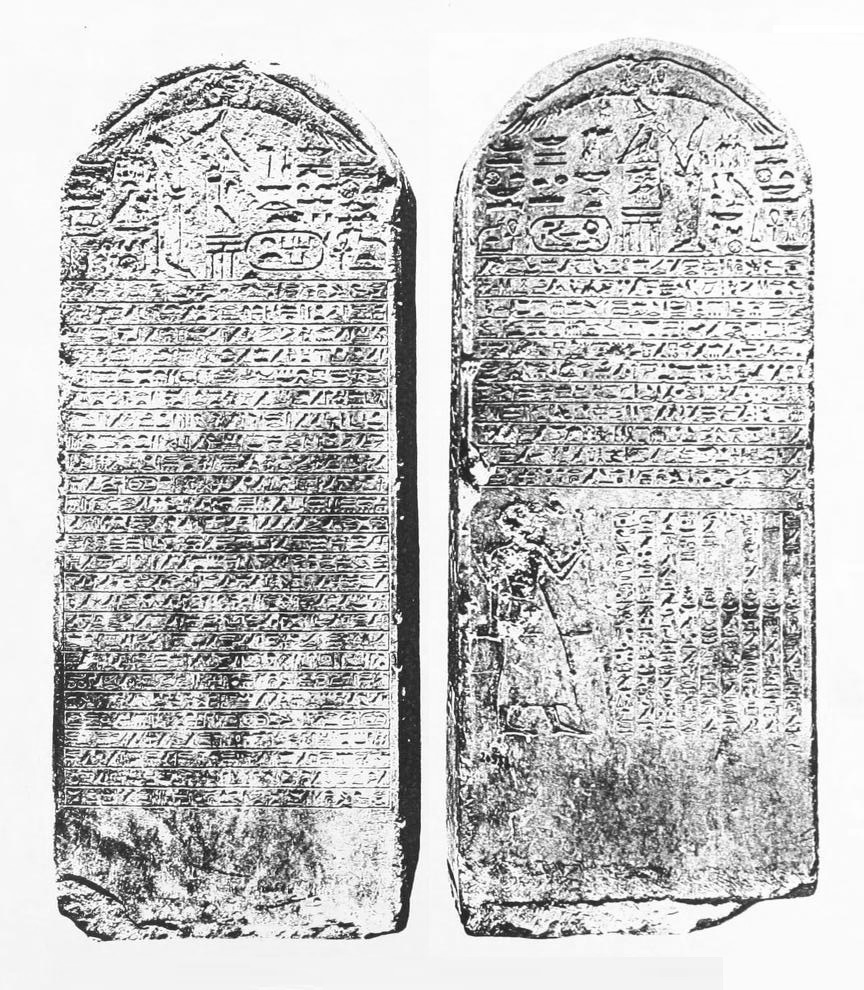
A estela para Sehetepibre, contendo a primeira parte do Ensino Lealista (CG 20538)

O texto completo do Ensino Lealista compreende aproximadamente 145 versículos. Pode ser dividido em duas seções distinguíveis. No primeiro, o professor instrui seus filhos que devem sempre respeitar e obedecer o faraó do Egito, que é louvado. Está claro que o faraó vai destruir seus inimigos, mas seus seguidores serão cuidados. William Kelly Simpson — um professor emérito de egiptologia na Universidade Yale — afirma que o Ensino Lealista pode ser classificado sob a "literatura de propaganda" egípcia que exalta as virtudes do rei. Isso contrasta com as obras da "literatura do pessimismo", como a contemporânea Profecia de Neferti, que descreve um tempo de caos e uma necessidade de restabelecer valores que assegurem uma sociedade estável. Na segunda seção do Ensino Lealista, o autor do texto instrui seus filhos que também devem respeitar o povo comum e defender seus deveres atribuídos na sociedade. Isso inclui deveres do proprietário, que não deve abusar de seus inquilinos para que não abandonem ele e, assim, empobrecê-lo.
Richard B. Parkinson — curador do Museu Britânico — especula que o orador protagonista no texto é um vizir, ainda o nome do orador é editado fora da estela de Sehetepibre e também não aparece em cópias posteriores. Como a estela de Sehetepibre foi modelada após a do vizir Mentuotepe — que serviu durante o reinado de Sesóstris I (r 1971-1926 a.C.) — tem sido conjecturado por estudiosos que Mentuotepe foi o autor do Ensino Lealista, embora Parkinson afirma que não há nenhuma evidência para apoiar a alegação. De acordo com a análise linguística de Pascal Vernus — professor de linguística e Directeur d’études na École pratique des hautes études da Universidade de Paris — o texto deve ser grosso modo datado do reinado de Senusret I.